# 亞當·涅梅茨
亞當·涅梅茨（1985年9月2日—）是一位斯洛伐克足球運動員。在場上的位置是前鋒。他現在效力於羅馬尼亞足球甲級聯賽球隊布加勒斯特迪納摩。他也代表斯洛伐克國家足球隊參賽。